# Екатерина Дьомина
Екатерина Иларионовна Михайлова-Дьомина (на руски: Екатерина Илларионовна Михайлова-Дёмина; Ленинград, 22 декември 1925 г. – Москва, 24 юни 2019) е съветски военен лекар и единствената жена, служила на фронтовата линия в съветската морска пехота по време на Втората световна война.
Тя отвежда стотици мъже от бойното поле и е сериозно ранена три пъти по време на кариерата си като медик на морските пехотинци. Въпреки че е номинирана многократно, в края на войната ѝ са отказани високи почести, което отразява неравномерния подход на Съветския съюз към почитането на неговите бойци мъже и жени. По-късно обаче тя е удостоена от президента Михаил Горбачов през май 1990 г. с титлата Героиня на Съветския съюз.

## Биография

### Детство и младост
Екатерина Михайлова е родена на 22 декември 1925 г. в град Ленинград, Ленинградска област. Баща и е военен, а майка и работи като лекар. Тя губи и двамата си родители в ранна възраст, така че е отгледана в сиропиталище, След което живее с по-голямата си сестра, лекарка.

### Втора световна война
През лятото на 1941 г. завършва курс за медицински сестри към Червения кръст. През летните училищни ваканции тя отива в къщата на по-големия си брат в Брест. След като прекарва няколко дни в Москва, на 21 юни Михайлова се качва на влак за Брест. На следващата сутрин, извън Смоленск, влакът е бомбардиран. Връщайки се пеша в Смоленск, тя отива в градската военна служба и иска да бъде изпратена на фронта като медицинска сестра. Военният комисар отказва, след което тя отива в местната военна болница, където започна да работи като доброволец. Пациентите на болницата скоро трябва да бъдат евакуирани, след като сградата е бомбардирана, но Михайлова остава, докато германците настъпват към Москва през лятото на 1941 г., за да работи като полеви санитар за Червената армия (която има отчайващ недостиг на медицински персонал).
На 13 октомври 1941 г. тя е тежко ранена в крака, близо до град Гжатск (от 1968 г. – Гагарин) в Смоленска област и е евакуирана в тила. Първо се лекува в Свердловск (днешен Екатеринбург), а по-късно в Баку (Азербайджан). След като се възстановява, Михайлова, която от детството винаги е мечтала да служи във флота, моли военния комисар на военната служба за регистрация и вписване в Баку да я изпрати във флота. Към този момент вече има нови документи с коригирана възраст, така че няма проблеми. От януари 1942 г. тя служи на военно-медицинския кораб „Красная Москва“, който транспортира ранени от Сталинград, по Волга през Каспийско море, до Красноводск (днешен Туркменбаши). Там тя получава званието главен старшина и за образцовата си служба получава значката за отлични постижения във флота.
Службата за бърза помощ обаче претоварва Михайлова и след края на Сталинградската битка тя подава молба за регистрация като здравен инструктор в 369-ти отделен морски батальон, сформиран през февруари 1943 г. от доброволци в Баку. Командирът на батальона първоначално отговаря с категоричен отказ, след което Михайлова пише писмо с молба за приемане в батальона, адресирано до съветското правителство. От Москва тя получава положителен отговор, така че Михайлова става морски пехотинец. Батальонът е в състава на Азовската, а по-късно и Дунавската военна флотилия. През февруари 1943 г. Виждайки първо действие с морската пехота на полуостров Таман в Азовско море, Михайлова впоследствие се бие по водите и бреговете на Кавказ и Крим, Азовско и Черно море и реките Днестър и Дунав.
След пълното освобождаване на Кримския полуостров нейната част е прехвърлена в новоорганизираната Дунавска флотилия, в която участва в освобождението на Румъния, България, Унгария, Югославия, Чехословакия и Австрия.  Най-накрая слага край на войната във Виена, по време на битката за Виена. Заедно с бойците на батальона тя влиза в битка, отблъсква вражески контраатаки, извежда ранените от бойното поле и им оказва първа помощ. Ранявана е три пъти.
Тя печели първия си медал за доблест за участие в освобождаването на Темрюк на Таманския полуостров по време на Новоросийско-Таманската операция и е наградена с първия от двата ордена на Отечествената война за участие в Керченско-Елтигенската операция.
През август 1944 г. тя участва в операция в стил спецназ за превземане на град Белгород Днестровски в Украинската ССР. Нейният отряд прекосява устието на Днестър с гумени лодки и изкачва хребет, контролиран от врага. Михайлова-Дьомина е в първата група, която изкачва билото и се присъединява към атаката, за да прогони германците от билото. Тя сама атакува укрепена немска позиция, взема четиринадесет пленници, лекува 17 ранени и им помага да се спасят. Тя е наградена с Ордена на Червеното знаме за участието си в нападението.  Четири месеца по-късно, през декември 1944 г., нейният отряд настъпва в Югославия. По време на нападение над крепостта Илок в Хърватия, тя е една от 50-те морски пехотинци, които извършват диверсионна атака от малък остров в Дунава под крепостта. Единицата трябва да използва дърветата като огневи позиции, тъй като островът е наводнен. При последвалата престрелка тя е простреляна в ръката. Само тринадесет членове на нейният отряд оцеляват в интензивната престрелка и всички са ранени. Някои от жертвите паднали от дърветата в ледената вода, но били спасени от Михайлова-Дьомина, която скочила и използвала колани и ремъци за пушка, за да завърже ранените за дърветата. Тя спасява седем мъже. Битката я оставя с двойна пневмония в допълнение към раната на ръката и се налага да бъде хоспитализирана. Въпреки това тя скоро напусна болницата без разрешение и се връща в поделението си. За проявения героизъм в тази акция е наградена с втори орден Червено знаме.

### Следвоенен период
След войната продължава да служи като санитар във военната Дунавска флотилия до ноември 1945 г., когато излиза в запаса. През 1950 г. завършва Ленинградския санитарно-хигиенен институт „Мечников“ (сега Руски северозападен медицински университет „Мечников“). Работила е като лекар в град Електростал, Московска област, където се омъжва и приема фамилията на съпруга си Дьомина. От 1976 г. до пенсионирането си през 1986 г. работи като лекар в Москва. Била е член на Руския комитет на ветераните от войната и на Всеруския съвет на ветераните от войната и труда.
През 1964 г. режисьорът Виктор Лисакович снима документалния филм „Катюша“ за Екатерина Михайлова (по сценарий на Сергей Смирнов). 10 Филмът получава наградата „Златен гълъб на мира“ на Международния фестивал за анимационни и документални филми в Лайпциг. През 2008 г. е заснет документалният филм „Голяма и малка Катюша“ (автори на филма са Ткачов и Фирсова), който възстановява събитията от 1964 г., когато е заснет първият документален филм за Дьомина.
След смъртта на Евдокия Паско през януари 2017 г., тя става последната жива героиня на Съветския съюз, която също е ветеран от Втората световна война, другите две живи героини на Съветския съюз по това време са космонавтите Валентина Терешкова и Светлана Савицкая. Тя почива в Москва през юни 2019 г. на 93-годишна възраст и е погребана на Троекуровското гробище (парцел 26).

## Декорации
- Герой на Съветския съюз (№ 11 608, Указ на президента на СССР от 5 май 1990 г.)
- Орден на Ленин (5 май 1990 г.)
- Орден на Червеното знаме, два пъти (27 септември 1944 г., 8 март 1945 г.)
- Орден на Отечествената война от 1-ва степен (11 март 1985 г.)
- Орден на Отечествената война от 2-ра степен (15 февруари 1944 г.)
- Медал за доблест (31 октомври 1943 г.)
- Медал „Ветеран работник“.
- Възпоменателен медал за стогодишнината от рождението на Ленин
- Медал за отбраната на Кавказ
- Медал за превземането на Будапеща
- Медал за превземането на Виена
- Медал за освобождението на Белград
- Медал за победата над Германия във Великата отечествена война 1941 – 1945 г.
- Възпоменателен медал за 20-годишнината от победата във Великата отечествена война 1941 – 1945 г.
- Възпоменателен медал за 30-годишнината от победата във Великата отечествена война 1941 – 1945 г.
- Възпоменателен медал за 40-годишнината от победата във Великата отечествена война 1941 – 1945 г.
- Възпоменателен медал за 50-годишнината от победата във Великата отечествена война 1941 – 1945 г.
- Възпоменателен медал за 60-годишнината от победата във Великата отечествена война 1941 – 1945 г.
- Възпоменателен медал за 65-та годишнина от победата във Великата отечествена война 1941 – 1945 г.
- Възпоменателен медал за 70-годишнината от победата във Великата отечествена война 1941 – 1945 г.
- Медал „Жуков“
- Възпоменателен медал за 300-годишнината на руския флот
- Възпоменателен медал за 850-годишнината на Москва
- Медал за 50-годишнината на въоръжените сили на СССР
- Медал за 60-годишнината на въоръжените сили на СССР
- Медал за 70-годишнината на въоръжените сили на СССР
- Медал „Флорънс Найтингейл“ (1979)

## Галерия
- Връчване от президента на Русия на възпоменателния медал за 65-годишнината от победата във Великата отечествена война 1941-1945 г., 4 декември 2009 г.
- Медицинският инструктор Михайлова превързва ранен морски пехотинец в битка край Керч, 1944 г., снимка Евгени Халдей
- Медицинският инструктор Михайлова превързва ранен боец в битка край Керч, 1944 г.
- Медицинският инструктор на 369-ти отделен батальон морска пехота Е. Михайлова със своя приятелка
- Мемориал на Екатерина Дьомина